# Šamudovce
Šamudovce (ungarisch Sámogy) ist eine Gemeinde im Osten der Slowakei mit 619 Einwohnern (Stand 31. Dezember 2024), die zum Okres Michalovce, einem Teil des Košický kraj, gehört und in der traditionellen Landschaft Zemplín liegt.

## Geographie
Die Gemeinde befindet sich in der Ostslowakischen Ebene im Ostslowakischen Tiefland, auf einem alten Aggradationsdeich des Laborec. Das Ortszentrum liegt auf einer Höhe von 112 m n.m. und ist sieben Kilometer von Michalovce entfernt.
Nachbargemeinden sind Krásnovce im Norden und Osten, Lastomír im Südosten, Vrbnica im Süden, Laškovce im Südwesten und Westen und Pozdišovce im Nordwesten. 

## Geschichte
Šamudovce wurde zum ersten Mal 1315 als Samogh schriftlich erwähnt, weitere historische Bezeichnungen sind unter anderen Somogh (1444) und Samudowcze (1773). Im Jahr der Ersterwähnung wurde der Ort Besitz des Geschlechts Ákos. Ab 1403 war das Dorf Besitz des Landadels, mit häufigen Gutsherrenwechseln (z. B. Rozgonyi im Jahr 1441, Ujfalussy im Jahr 1492 und weitere). Ab 1649 bis zum 19. Jahrhundert besaß die Familie Szirmay Gutsanteile.
1715 gab es 10 Haushalte. 1787 hatte die Ortschaft 54 Häuser und 477 Einwohner, 1828 zählte man 49 Häuser und 363 Einwohner, die als Landwirte tätig waren. Von 1880 bis 1910 wanderten viele Einwohner aus. 
Bis 1918/1919 gehörte der im Komitat Semplin liegende Ort zum Königreich Ungarn und kam danach zur Tschechoslowakei beziehungsweise heute Slowakei. In der Zeit der ersten tschechoslowakischen Republik waren die Einwohner als Landwirte beschäftigt. Nach dem Zweiten Weltkrieg pendelte ein Teil der Einwohner zur Arbeit in Industriebetriebe in der Umgebung, während andere als privat agierende Landwirte tätig waren.

## Bevölkerung
| Jahr                | 1994 | 2004     | 2014     | 2024    |
| ------------------- | ---- | -------- | -------- | ------- |
| Anzahl der Personen | 407  | 554      | 634      | 619     |
| Unterschied         |      | +36,11 % | +14,44 % | −2,36 % |

| Jahr                | 2023 | 2024    |
| ------------------- | ---- | ------- |
| Anzahl der Personen | 620  | 619     |
| Unterschied         |      | −0,16 % |

Nach der Volkszählung 2011 wohnten in Šamudovce 632 Einwohner, davon 576 Slowaken, 36 Roma, vier Russinen, zwei Ukrainer und ein Tscheche. Ein Einwohner gab eine andere Ethnie an und 14 Einwohner machten keine Angabe zur Ethnie.
350 Einwohner bekannten sich zur orthodoxen Kirche, 79 Einwohner zur griechisch-katholischen Kirche, 76 Einwohner zur Evangelischen Kirche A. B., 75 Einwohner zur römisch-katholischen Kirche, acht Einwohner zur reformierten Kirche, vier Einwohner zur evangelisch-methodistischen Kirche sowie jeweils ein Einwohner zu den Zeugen Jehovas und zur apostolischen Kirche. Sieben Einwohner waren konfessionslos und bei 31 Einwohnern wurde die Konfession nicht ermittelt.

## Bauwerke und Denkmäler
- griechisch-katholische Kirche Schutz der allheiligen Gottesmutter im barock-klassizistischen Stil aus dem Jahr 1801[6]
- evangelische Kirche aus den Jahren 1928–1930[7]

## Verkehr
Durch Šamudovce führt die Cesta III. triedy 3739 („Straße 3. Ordnung“) von Veľké Raškovce und Slavkovce heraus und weiter nach Močarany (Stadtteil von Michalovce). Der nächste Bahnschluss ist die Haltestelle Michalovce zastávka an der Bahnstrecke Michaľany–Łupków.